# Centro Cultural Deportivo Los Caimanes
Centro Cultural Deportivo Los Caimanes, conocido como Los Caimanes, es un club de fútbol peruano, con sede en la ciudad de Puerto Eten, Provincia de Chiclayo, Departamento de Lambayeque. Fue fundado en 1957 y juega en la Copa Perú tras descender de la Segunda División del Perú en la temporada 2019.

## Historia
La historia comienza un 22 de mayo de 1957 en Puerto Eten, cuando un grupo de entusiastas personas con espíritu deportivo decide fundar el Club Cultural y Deportivo Los Caimanes con la intención de fomentar la educación futbolística y explotar grandes condiciones que muchos de los chicos del pintoresco puerto demostraban.
En sus inicios el equipo jugó en la Liga Provincial de Chiclayo, de la que tomó parte en 1965 de la Segunda División Provincial, donde obtuvo el título y ascendió a la élite del fútbol chiclayano de aquel entonces. En 1973 pasó a formar parte la Liga Distrital de Eten.
En 2010 el equipó llegó hasta la etapa departamental donde fue eliminado por Deportivo Pomalca y Universidad Señor de Sipán. Al año siguiente los Caimanes se apoderaron del título de la División Superior de fútbol, pues durante el torneo demostraron ser un equipo avasallador tanto así que quedó invicto en todos los encuentros disputados y no es para menos puesto que en sus filas se encuentran importantes jugadores como Johnny Lalopú, Ronald Quintana, Jorge Nima, que sin lugar a duda hacen la diferencia, siendo también mérito de José Ramírez Cubas, estratega del cuadro porteño quien juntamente con sus dirigidos han logrado el objetivo.

### Clasificación a la semifinal de la Etapa Nacional
En la Copa Perú 2011, llegó hasta las Semifinales de la Etapa Nacional, luego de eliminar a Universitario de Trujillo en los octavos de final y a Universidad Técnica de Cajamarca en los cuartos de final. Sería eliminado por Pacífico FC en las Semifinales luego de empatar 1-1 en Matucana y perder de local en Chiclayo por 0-1. Cabe señalar que Caimanes pasaba a la gran final con solo el empate, el arbitraje no estuvo de acuerdo al partido ya que los locales reclamaron penales y gol no validado al cuadro local, que pudo cambiar la historia del deportivo Caimanes en esa Copa Perú.

### Ascenso a la Segunda División
En el 2012, el equipo verde participaría en la Segunda División tomando el cupo de la Universidad San Marcos luego de que ésta fuera retirado del torneo por no cumplir con sus deudas. En esa campaña fue líder en varias fechas pero al final terminó el campeonato en tercer lugar.

### Ascenso a la Primera División
En el 2013, el cuadro reptil se potenció con fichajes como Iván Velásquez, Carlos Elías, Franco Mendoza, entre otros; con lo cual, en la penúltima fecha del torneo, logró el ascenso a la Primera División al derrotar en Pucallpa por 1-3 al Defensor San Alejandro y simultáneamente esperar la victoria de Sport Boys sobre Alfonso Ugarte de Puno, lo cual sucedió con victoria chalaca por 1-0.
El Equipo jugará en el distrito de Chongoyape sus partidos de local en el torneo descentralizado 2014, pues el estadio "Elías Aguirre" de Chiclayo se encuentra en remodelación, al igual que el Juan Aurich, el otro equipo chiclayano, que debió irse a Olmos hasta que se terminen las obras en el principal recinto deportivo de Lambayeque.

#### Temporada en la Primera División y descenso a Segunda
En el 2014, el cuadro Lacoste contó con refuerzos como Roberto Jiménez, Maximiliano Lombardi, entre otros. Con esto, en el Torneo del Inca 2014 integró el grupo B, donde hizo una campaña relativamente regular finalizando en la quinta posición de ocho integrantes del grupo. 
En el Torneo Apertura hizo una pésima campaña y se ubicó en el último lugar con 12 puntos. Cabe recalcar que de sus 15 partidos jugados; ganó sólo 3, empató 3 y perdió los 9 restantes. Esto hizo que el club tomara decisiones drásticas como despedir a Teddy Cardama como entrenador y contratar en su lugar al uruguayo Claudio Techera para el Clausura. También contrató algunos jugadores, entre ellos Alexander Sánchez.
En el Torneo Clausura; ya con Techera como entrenador y con sus refuerzos aptos para jugar lo que restaba del torneo, el equipo de Puerto Eten demostró una clara mejoría en sus aspectos de juego y esto le permitió ubicarse en la novena posición del torneo con 20 puntos (5 victorias, 5 empates y 5 derrotas). Lastimosamente; a la hora de juntar los acumulados (suma de los puntos del Apertura y Clausura para determinar el puesto del equipo), Los Caimanes sumaron 32 puntos ubicándose en el décimo quinto lugar, lo que los condenaba al descenso. Para suerte de Los Caimanes; Sport Huancayo también había sumado 32 puntos en su acumulado, lo que forzaba a un partido extra por el descenso.
El partido extra se jugó en el Estadio Julio Lores Colán de la ciudad de Huaral, provincia 
homónima. Este encuentro fue muy parejo e incluso Ricardo Ronceros falló un penal a favor de Los Caimanes. Cuando el partido parecía acabado y que se iban a forzar los penales; en el minuto 119', Jankarlo Chirinos marcó para el Sport Huancayo y así finalizó el partido, lo que mandó al equipo reptil a jugar la Segunda División del Perú para el 2015.

#### Subcampeón de Segunda División del Perú
Tras el ajustadísimo descenso de la máxima categoría en la que incluso jugó un partido extra por la permanencia (ante Sport Huancayo) lejos de doblegar el cuadro reptil forma un cuadro vistoso para la temporada 2015  donde destacan jugadores como Johnny Vegas, Luis Guadalupe, Mario Gómez, Michael Guevara y Maximiliano Antonelli a pesar del plantel vistoso el cuadro Reptil tuvo un inicio dubitativo de la mano de Claudio Techera en la dirección técnica, derrotas ante Comerciantes (Fecha 1), Coopsol (Fecha 3) y Boys (Fecha 5) hicieron que el equipo de Puerto Eten ceda terreno y devinieron en la salida de Techera y la contratación de Marcial Salazar es así que el equipo logra un repunte importante alcanzando así un meritorio Subcampeonato y demostrando ser un club de jerarquía en Segunda División del Perú.

### Declive en Segunda División del Perú
Luego del Subcampeonato sería uno de los favoritos en ascender para el 2016, a pesar de haber comenzado luchando por el primer lugar a final de temporada no lograría dicho objetivo siendo que culimnaría en el 9º puesto, para el 2017 no logró las expectativas, perdiendo la mayoría de sus partidos de visita y finalmente perdiendo por salvar la categoría cosa que logró, acabando 13º y siendo en sí su peor posición del club en segunda división, ya para el 2018 con un nuevo formato de competición tendría que quedar ubicado entre los 8 primeros del campeonato, comenzando en los puestos de descenso, sin embargo llegaron a recuperarse a mitad del torneo, finalmente su objetivo no se lograría tras quedar en 7º lugar y sin opciones de pasar a la ronda final.
El 2019 participó en la ahora conocida Liga 2, sin embargo la performance del club lagarto no fue la mejor. La seguidilla de partidos perdidos en fechas claves condicionó su posición en la tabla de ubicaciones, siendo junto a Cienciano los equipos que no pudieron ganar de visita en toda la primera rueda. Así fue como acabó último en la tabla de posiciones, sin embargo la descalificación de Sport Victoria le dio chance de escalar posiciones y luchar por no descender. La otra cara de la moneda fue su participación en la primera edición de la Copa Bicentenario 2019, donde en un grupo compartido con Juan Aurich, Universidad de San Martín y Pirata, el equipo sería la sorpresa tras finalizar primero de su grupo. Su participación acabaría tras perder con Universitario en la ronda de octavos de final. Al empezar la segunda rueda del torneo de segunda división, la crisis continuó y tras perder varios partidos claves donde comenzaba ganando sería la fecha 18 la que cambió su historia, cuando cayó por 2-5 ante Atlético Grau, derrota que sentenció al equipo lagarto a descender a Copa Perú.

### Retorno a Copa Perú
En la Copa Perú 2021 superó a Estudiantes de Túcume en primera fase, al que eliminó luego de empatar en la ida 2-2 como local y ganar 1-0 como visitante. En la fase siguiente superó por 5-3 a Renovación Pacífico y en Fase 3 empató 1-1 con Estrella Azul donde, tras perder en definición por penales, clasificó como mejor perdedor a la Liguilla. Allí terminó en cuarto lugar y clasificó a la ronda final donde fue eliminado luego de caer 3-1 con Alfonso Ugarte.
En 2022 inició su participación en la Etapa Departamental de Lambayeque donde en la primera fase terminó en primer lugar de su grupo. Fue eliminado en cuartos de final por Deportivo La Balsa de Batangrande luego de empatar 1-1 de visitante y perder 1-0 como local mandando al club a su liga de origen.

## Uniforme
- Uniforme titular: Camiseta verde, pantalón blanco, medias verdes.
- Uniforme alternativo: Camiseta blanca, pantalón verde, medias blancas.

### Evolución del uniforme

#### Titular
| 1957-1960 | 2011 | 2011 | 2012 | 2013 | 2014 | 2015 | 2016 | 2017 Inicial | 2017 Final |

| 2018 | 2019 | 2021 (Fase 1 - 3) | 2021 (Fase 4 - 5) |

#### Visitante
| 2011 | 2012 | 2013 | 2014 | 2016 | 2017 | 2019 | 2019 Copa Bicentenario | 2021 |

### Indumentaria y patrocinador
| Periodo           | Proveedor   |
| ----------------- | ----------- |
| 2011              | Real        |
| 2011              | Walon       |
| 2012              | Bruder      |
| 2012              | Jor         |
| 2013              | Multimax    |
| 2014-2015         | Loma's      |
| 2016              | NewLife     |
| 2017- 2018        | Front       |
| 2019              | EG sports   |
| 2021 (Fase 1 - 3) | Fabri Sport |
| 2021 (Fase 4 - 5) | Jave        |